# Weme (langue)
Le weme (ou ouémé, weme-gbe, wéménugbé) est une langue gbe, proche du fon-gbe, parlée par les Ouéménou dans les départements de Ouémé et d'Atlantique à Bénin,.

## Population, territoire et peuples voisins
En 2016, on estime le nombre de Ouéménou à 270 000. Ceux-ci se trouvent sur le territoire des communes d'Adjohoun, Bonou, Dangbo, Aguégués et Akpro-Missérété du département de Ouémé, le long du fleuve Ouémé et des communes de Zè et de Abomey-Calavi du département Atlantique.
Les Ouéménou ont comme voisins les gouns et les tofinu, au sud ; les ayizos à l'ouest ; les fon, au nord ; et les nagots, au l'est.

## Famille linguistique
Le weme est une langue kwa, famille linguistique qui fait partie des langues Benué-Congo. Selon l'Ethnologue, il fait partie du groupe linguistique des langues gbes.

## Sociolinguistique, statut et emploi de la langue
Le weme est une langue vigoureuse (EGIDS 6e). Même si elle n'est pas standardisée, elle est utilisée par des personnes de toutes les générations au foyer et en société et sa situation est durable. Les Ouéménou parlent aussi le fon et le français comme deuxièmes langues.